# Hemocyanin
Hemocyanin là những protein chuyên chở oxy trong cơ thể của một số loài động vật không xương sống. Các metalloprotein (protein có liên kết với kim loại) này chứa 2 nguyên tử đồng (Cu) liên kết nghịch với 1 phân tử oxy đơn (O2). Hemocyanin là protein chuyên chở oxy phổ biến thứ 2 chỉ sau hemoglobin. Không giống như hemoglobin trong các tế bào hồng huyết cầu ở động vật có xương sống, hemocyanin không liên kết với các tế bào máu mà phân bố vào trong hemolymph. Sự oxy hóa làm thay đổi màu sắc từ không màu Cu(I) khi chưa nhận oxy thành màu xanh Cu(II) khi nhận oxy.
Hemocyanin còn có chức năng miễn dịch: kháng khuẩn, nấm và virus.

## Trong các loài
Hemocyanin được tìm thấy trong 2 ngành động vật thân mềm và chân khớp, nhưng hemocyanin ở 2 ngành này lại khá khác nhau, tuy nhiên, vị trí của đồng ở cả hai loại đều tương tự. Hemocyanin khá phổ biến trong các động vật thân mềm. Hemocyanin được Svedberg phát hiện lần đầu tiên vào năm 1927 từ loài ốc Helix pomatia.